# Eunidia forticornis
Eunidia forticornis är en skalbaggsart som beskrevs av Stefan von Breuning 1943. Eunidia forticornis ingår i släktet Eunidia och familjen långhorningar. Inga underarter finns listade i Catalogue of Life.